# 동산 (충북)
동산(東山)은 대한민국 충청북도 제천시 금성면과 수산면 그리고 단양군 적성면의 경계에 있는 높이 896m의 산이다.

## 같이 보기
- 한국의 산